# Phytomyza lugentis
Phytomyza lugentis är en tvåvingeart som beskrevs av Griffiths 1972. Phytomyza lugentis ingår i släktet Phytomyza och familjen minerarflugor. Inga underarter finns listade i Catalogue of Life.